# Phil McGraw
Phillip Calvin McGraw, v USA známější, díky své stejnojmenné televizní show, jako Dr. Phil (* 1. září 1950 Vinita, Oklahoma) je americký psycholog, televizní bavič a moderátor.
Svou kariéru začal roku 1998 v The Oprah Winfrey Show, kde měl své pravidelné okénko jako psycholog radící divákům, jak řešit své partnerské a jiné životní problémy. Jeho popularita vzrostla natolik, že roku 2002 vznikla jeho vlastní show nazvaná Dr. Phil, kterou produkovala společnost Winfreyové Harpo Studios. Napsal řadu populárně-psychologických bestsellerů věnovaných životním strategiím či hubnutí. Díky své popularitě se objevil i v jednom z dílů seriálu Simpsonovi (Speciální čarodějnický díl v osmé řadě), či v sitcomech Frasier a Hannah Montana.